# Mayiwane
Mayiwane – inkhundla w Dystrykcie Hhohho w Królestwie Eswatini. Według spisu powszechnego ludności z 2007 r. zamieszkiwało go 15 120 mieszkańców. Inkhundla dzieli się na pięć imiphakatsi: Emfasini, Herefords, Mavula, Mkhuzweni, Mkhweni.